# Autoserica clypealis
Autoserica clypealis är en skalbaggsart som beskrevs av Louis Burgeon 1942. Autoserica clypealis ingår i släktet Autoserica och familjen Melolonthidae. Inga underarter finns listade.